# Bálintffy Etelka
Rózsaági Antalné (Rózsa Antalné), Bálintffy Etelka (Borosjenő, Arad megye; 1844. március 24. – Zilah, Szilágy megye; 1906. január 28.) pesti költőnő, művésznevén Hajnalka.

## Pályafutása
Borosjenőn, majd egy aradi magán leánynevelő-intézetben tanult. 1863-ban ment férjhez Rózsaági Antal hírlapíróhoz. Tizenöt éves korában közölte első költeményét a Pesti Hölgydivatlap. A szépirodalmi lapokban számos novellája, cikke, verse jelent meg. Az 1860-as és 1870-es években különösen a női közönségnek volt kedvelt írója. Ő volt az első, aki Pesten szalonját megnyitotta az írók és művészek számára. Házának vendége volt többek között Deák Ferenc, Jósika Miklós, Jókai Mór, Kemény Zsigmond, Eötvös József, Toldy Ferenc és a Nemzeti Színház sok jeles személyisége. Mikor id. Alexandre Dumas leányával, Marie-val Pesten járt, náluk szállt meg és ünnepi estélyen ismerkedett meg a hazai íróvilág képviselőivel.

## Munkáiból
- Hajnalka dalai. (Pest, 1864.)
- Hajnalka újabb dalai. (Pest, 1866.)
- A kandalló mellett. Novellák. (Budapest, 1875.)
- Hölgyek asztalára. Novellák. (Arad, 1882.)
- Hajnalka összes költeményei.  (Szeged, 1888.)